# Костромино (Московская область)
Костромино — деревня в Сергиево-Посадском районе Московской области, в составе муниципального образования Сельское поселение Васильевское (до 29 ноября 2006 года входила в состав Васильевского сельского округа).
Костромино расположено примерно в 21 км (по шоссе) на запад от Сергиева Посада, на реке Имбушке (левый приток Вели), высота центра деревни над уровнем моря — 186 м.
На 2016 год в деревне зарегистрировано 3 садовых товарищества. Деревня связана автобусным сообщением с райцентром и соседними населёнными пунктами.

## Население
| 2002 | 2006 | 2010 |
| ---- | ---- | ---- |
| 3    | ↗6   | ↘4   |